# Tatula
Tatula je řeka na severu Litvy, pravý přítok řeky Mūša. Je dlouhá 64,7 km, většina toku je na území okresu Biržai. Pramení na sever od obce Čypėnai (Okres Biržai). Teče zpočátku na jihovýchod, na jih, po propojení prostřednictvím Tatulos šaka a Vėjūnytė s řekou Pyvesa ve východním okraji severní části okresu Kupiškis se stáčí na západ, dále se klikatí v celkovém směru jihozápadním, přičemž se vrací do okresu Biržai, u vsi Bedaliai opět nakrátko vybočuje do okresu Kupiškis a po návratu do okresu Biržai se stáčí do směru severního, míjí od západu město Vabalninkas, u kterého se zprava vlévá Vabala. Dále pokračuje směrem severním až k městysu Pabiržė, kde se stáčí na jihozápad až do soutoku s řekou Mūša, do které se vlévá 3 km na severozápad od vsi Pajiešmeniai (Okres Pasvalys) u "hradiště" Ąžuolpamūšės piliakalnis jako její pravý přítok 45,0 km od jejího soutoku s řekou Nemunėlis (a odkud začíná Lielupe). Plocha povodí je 453,4 km², průměrný průtok je 2,62 m³/s. Průměrný spád je 86 cm/km. Převažující šířka říčního údolí je 300 - 500 m. Průměrný průtok nad přítokem Lieknelisu je 0,97 m³/s.

## Přítoky
- Levé:

| Hydrologické pořadí | Řeka         | Délka (km) | Povodí (km²) | Vzdálenost od ústí (km) | Ústí kde | Koordináty ústí |
| ------------------- | ------------ | ---------- | ------------ | ----------------------- | -------- | --------------- |
| 41011241            | Pajuodvalkis | 3,6        | 4,2          | 60,3                    |          |                 |
| 41011242 41011135   | Tatulos šaka | 6,2        | 16,0         | 54,8                    |          |                 |
| 41011244            | T - 3        | 3,0        | 2,9          | 52,9                    |          |                 |
| 41011246            | Virsnis      | 7,4        | 9,1          | 46,9                    |          |                 |
| 41011257            | T - 1        | 9,6        | 11,8         | 42,0                    |          |                 |
| 41011259            | Lieknelis    | 8,5        | 6,8          | 37,3                    |          |                 |
| 41011261            | Liūnagriovis | 9,8        | 7,0          | 28,0                    |          |                 |
| 41011275            | Upytė        | 29,6       | 90,4         | 11,0                    |          |                 |
| 41011283            | Juodlepšė    | 10,0       | 10,2         | 8,0                     |          |                 |
| 41011287            | Ugė          | 13,6       | 35,2         | 0,2                     |          |                 |

- Pravé:

| Hydrologické pořadí | Řeka               | Délka (km) | Povodí (km²) | Vzdálenost od ústí (km) | Ústí kde | Koordináty ústí |
| ------------------- | ------------------ | ---------- | ------------ | ----------------------- | -------- | --------------- |
| 41011245            | Ežerėlis           | 6,1        | 5,7          | 50,9                    |          |                 |
| 41011247            | Vabala             | 13,8       | 52,9         | 44,7                    |          |                 |
| 41011256            | T - 6              | 3,0        | 2,8          | 42,6                    |          |                 |
| 41011258            | Varnalizdis        | 4,2        | 8,2          | 37,7                    |          |                 |
| 41011262            | Daudžgirio griovys | 13,5       | 12,4         | 18,5                    |          |                 |
| 41011263            | Juodupė            | 24,2       | 68,5         | 18,1                    |          |                 |
| 41011274            | Smardonė           | 4,0        | 19,4         | 14,8                    |          |                 |
| 41011284            | T - 4              | 2,7        | 3,6          | 3,9                     |          |                 |
| 41011285            | T - 2              | 3,8        | 4,4          | 0,8                     |          |                 |